# (13222) Ichikawakazuo
(13222) Ichikawakazuo (1997 OV2) – planetoida z pasa głównego asteroid okrążająca Słońce w ciągu 4,51 lat w średniej odległości 2,73 j.a. Odkryta 27 lipca 1997 roku.